# Ponto (mitologia)
Ponto  (em grego:  Πόντος, transl.: Póntos, "alto-mar") era o deus grego do mar aberto, ou seja, das profundezas do mar.
Segundo Hesíodo, na sua obra Teogonia, tal como Urano e os Oreas, Ponto nasceu por partenogénese de Gaia, a Terra, ou seja, Gaia gerou Ponto por si própria. Já Higino afirmou que Ponto é filho de Terra com Éter.
Com Gaia, Ponto gerou o velho do mar Nereu, as maravilhas do mar, Taumas, os aspetos perigosos do mar, Fórcis, a sua irmã e esposa, Ceto, e a fúria do mar, Euríbia. Com Tálassa, foi pai dos Telquines.